# Paris Saint-Germain JAPAN TOUR 2022
『Paris Saint-Germain JAPAN TOUR 2022』（パリ・サンジェルマン・ジャパンツアー2022）は、2022年7月に、日本サッカー協会・日本プロサッカーリーグ・TBSテレビ共同主催、川崎フロンターレ・浦和レッドダイヤモンズ・ガンバ大阪のJ1リーグ3クラブ共同主管により開催された、サッカーのプレシーズンマッチである。

## 経緯概況
パリ・サンジェルマン（リーグ・アン）は、新シーズン開幕前の国際親善プレシーズンマッチの一環として、2018年の中華人民共和国と2019年のシンガポールへの遠征交流試合を開催したが、今回はそれに次ぐ第3回目のアジアツアーに当たる。
同ツアーにおいては、キリアン・エムバペをはじめ、ネイマール、リオネル・メッシをはじめとする、「新・銀河系軍団」といわれる選手たちが大量に来日するといわれており、2022 FIFAワールドカップ・カタール大会の開催時期(11-12月開催)の関係で、平年と同じヨーロッパ各国のオフシーズンを利用した日本でのプレシーズンマッチ開催が実現に至ったとされる。
今回の来日の狙いとしては、すでに東京都内と名古屋市にパリ・サンジェルマン公式ストアがあることや、日本駐在員を配置し、同クラブ公認のエレクトリック・スポーツのクラブも設けるなどの成功例などを踏まえ、選手らが直接来日して親善試合を行うことによって、パリ・サンジェルマンの日本でのマーケッティング戦略の拡大を図るという狙いがあるとされている。
またこの交流試合では三浦知良（日本フットボールリーグ・鈴鹿ポイントゲッターズ）がツアー公式アンバサダーに就任したほか、国立競技場で予定される川崎との初戦においては、「PLATINUM　VVIP　NFT　TICKET」（2人1組で1000万円、5組限定）という非代替性トークンを使った特別チケットが用意され、試合観戦のほか、パリ・サンジェルマンが来日する期間中に行われる公式記者会見、サッカークリニック、テレビ・ラジオの番組収録・生放送、東京と大阪で行われる公式公開練習の見学招待、フリードリンクの提供、土産品のプレゼントが行われるほか、1部屋辺り100万円（最大14名まで）の来賓席で観覧ができる「VIPルーム」など豪華特典付きチケットが用意された。

## 大会概要
- 大会名称:エアトリPresents Paris Saint-Germain JAPAN TOUR 2022（エアトリ・プレゼンツ・パリ・サン=ジェルマン ジャパンツアー 2022）
- 主催:
  - 公益財団法人日本サッカー協会
  - 公益社団法人日本プロサッカーリーグ
  - TBS
- 特別協賛:エアトリ[3]
- オフィシャルチケッティングパートナー:イープラス
- 主管
  - 川崎フロンターレ・公益財団法人東京都サッカー協会（国立）
  - 浦和レッドダイヤモンズ・公益財団法人埼玉県サッカー協会（埼玉S）
  - ガンバ大阪・一般社団法人大阪府サッカー協会（パナソニックS）
- 後援:MBSテレビ（パナソニックS）
- 企画制作:株式会社CIRCUS
- テレビ放送・配信:
  - 第1戦:TBSテレビ系全国生中継
  - 全3試合:Paravi独占生配信

## 試合日程・試合方式
各試合とも45分ハーフ（90分間）。同点の場合は第1戦のみ引き分け、第2・3戦はPK戦を行う。
- 第1戦:2022年7月20日（16:30開場・19:30キックオフ予定　国立競技場）　パリ・サンジェルマン対川崎フロンターレ（スコア　PSG2-1川崎）
- 第2戦:2022年7月23日（16:00開場・19:00キックオフ予定　埼玉スタジアム2002）　パリ・サンジェルマン対浦和レッドダイヤモンズ（スコア　PSG3-0浦和）
- 第3戦:2022年7月25日（16:00開場・19:00キックオフ予定　パナソニックスタジアム吹田）　パリ・サンジェルマン対ガンバ大阪（スコア　PSG6-2G大阪）

## 公式練習
- 2022年7月18日:秩父宮ラグビー場
- 2022年7月24日:パナソニックスタジアム吹田